# A-334
La A-334 es una carretera autonómica andaluza, perteneciente a la Red Básica de Articulación del Catálogo de Carreteras de la Junta de Andalucía que une Baza (Granada) (A-92N) con Huércal-Overa (Almería) (A-7). Discurre por las provincias de Granada y Almería.

## Historia
La A-334 antes de ser traspasada a la Junta de Andalucía pertenecía a las antiguas carreteras comarcales, competencia del Ministerio de Fomento. Anteriormente tenía la denominación C-323, su recorrido era más largo ya que iniciaba su trazado en Villacarrillo y finalizaba en Huércal-Overa, en el enlace con la N-340.

## Trazado
Su recorrido se inicia en la salida 46 (Antigua salida 341 cuando el Pk inicial era compartido con el Pk 0 de la Autovía A-92 ubicado en Sevilla) de la A-92N, autovía que une la Región de Murcia con Guadix, bordea la población granadina de Baza, este tramo evita la travesía de dicha población. Continúa dirección a la población de Caniles, la bordea y continúa su recorrido entrando en la Provincia de Almería. La primera población almeriense que pasa es Alcóntar (Travesía de Hijate). A continuación bordea las poblaciones de Serón, Tíjola y Armuña de Almanzora. Prosigue en dirección este y las siguientes poblaciones que circunvala son Purchena y Olula del Río donde enlaza con la carretera autonómica A-349 que se dirige hacia Macael y Almería cruzando la Sierra de los Filabres. 

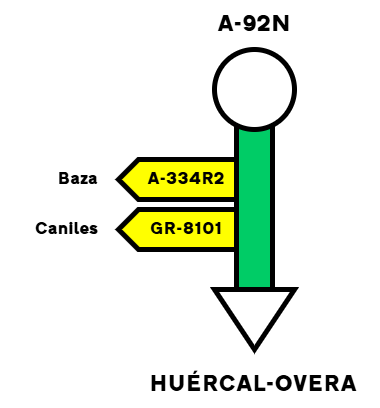
Itinerario de la A-334 en la provincia de Granada.

## Tramos
| Denominación | Tramo                             | Año servicio / Estado (2025)                                                                           | km   |
| ------------ | --------------------------------- | --- | ---- |
|              | Baza A-92N - Fines                | Estudio informativo (pendiente someter a información pública y DIA) (pendiente licitación de proyecto) | 59,3 |
| A-334        | Fines - Albox                     | 2009                                                                                                   | 7,9  |
| A-334        | Variante de Albox                 | 2015                                                                                                   | 8,7  |
| A-334        | Albox - El Cucador                | 2011                                                                                                   | 5,6  |
| A-334        | El Cucador - La Concepción        | 2023                                                                                                   | 3,3  |
| A-334        | La Concepción - Huércal-Overa A-7 | 2023                                                                                                   | 3,6  |

## Poblaciones que cruza
- Baza
- Caniles
- Alcóntar
- Serón
- Tíjola
- Armuña de Almanzora
- Purchena
- Olula del Río
- Fines
- Cantoria
- Albox
- El Cucador
- Huércal-Overa

## Autovía del Almanzora
Se está trabajando en el desdoble de toda la carretera A-334 y convertirla en la Autovía del Almanzora. Hasta este momento se está desdoblando el tramo entre la Autovía del Mediterráneo y Baza.
La Autovía del Almanzora en la A-334 forma parte del Plan para la Mejora de la Accesibilidad, la Seguridad vial y la Conservación En la Red de Carreteras de Andalucía, que la Consejería de Obras Públicas y Transportes desarrolla en el marco temporal 2004-2013. Está incluida en el Plan MASCERCA y con ella se unen por vía de gran capacidad la A-92N (Baza) y la Autovía A-7 del Mediterráneo (Huércal-Overa).
Esta infraestructura está cofinanciada con los Fondos FEDER, ya que contribuye “a la reducción de las diferencias de desarrollo y nivel de vida entre las distintas regiones de la Unión Europea y a la reducción del retraso de las regiones menos favorecidas”.
Desde Baza a Huércal-Overa tiene una longitud aproximada de 88,3 kilómetros y se compone de varios tramos. 
- El tramo de Fines a Albox, entró en servicio el 16 de febrero de 2009.[3]
- El tramo correspondiente a la variante de Albox (Albox oeste - Arboleas) entró en servicio el 3 de julio de 2015.[4]
- A su vez, el tramo que une Arboleas con La Alfoquía también está en servicio, desde el 3 de agosto de 2011.[5]
- Por su parte, el tramo de Baza a Fines, se encuentra pendiente del estudio informativo[1][2] y el tramo de El Cucador al enlace con la Autovía del Mediterráneo (A-7) se inauguró el 25 de septiembre de 2023.[7][6]